# مايك فاريل (عداء المسافات المتوسطة)
مايك فاريل (بالإنجليزية: Mike Farrell) هو عداء مسافات متوسطة بريطاني، ولد في 27 أبريل 1933 في Sculcoates ‏ في المملكة المتحدة.

## وصلات خارجية
- مايك فاريل على موقع أوليمبيديا (الإنجليزية)
- مايك فاريل على موقع اللجنة الأولمبية البريطانية (الإنجليزية)
- مايك فاريل على موقع اتحاد ألعاب الكومنولث (مؤرشف) (الإنجليزية)